# 傅弘之
傅弘之（377年—418年），字仲道，北地泥陽（今陝西耀縣東南）人。西晉司徒傅祗玄孫。東晉末年將領，參與北伐後秦的戰事，但在撤出長安時兵敗為夏國所俘，被殺。

## 生平
西晉永嘉之亂後中原大亂，傅弘之曾祖父傅暢為胡人所獲，留在北方。至東晉永和年間因後趙國內大亂，傅弘之的祖父傅洪才得以南渡。
傅弘之年輕倜儻有大志，任雍州主簿，曾獲舉秀才，但不應。元興二年（403年），桓玄快要篡位，南陽太守庾仄就起兵討桓，攻襲雍州刺史馮該，逼得馮該出逃。其時傅弘之在江陵，圖謀與庾仄侄兒庾彬殺死荊州刺史桓石康，以荊州響應庾仄。不過當時庾彬堂弟庾宏向桓石康告密，庾彬被殺，傅弘之亦被捕。桓玄認為傅弘之不是主謀，而且又無官無兵，所以沒有加罪。
劉裕起兵討伐桓玄，輔國將軍劉道規就以傅弘之為自己參軍，加寧遠將軍、魏興太守。義熙六年（410年），桓石綏乘盧循之亂進擾荊土，徵陽令王天恩更自號梁州刺史。其時梁州刺史正是傅弘之父傅韶，傅弘之於是受命討伐桓石綏等人，都將他們斬殺。後遷太尉行參軍，並於義熙十一年（415年）隨劉裕進攻荊州刺史司馬休之，置後部賊曹，任建威將軍、順陽太守。
義熙十二年（416年），劉裕北伐，傅弘之亦隨軍。次年（417年）劉裕至陝城（今河南陝縣），派傅弘之與沈田子自武關入關中，後秦守將都逃走，於是順利進至藍田，並招懷當地人民，胡、漢都有人率眾歸附。傅弘之等進至藍田南的青泥，秦將姚和都則在嶢柳防禦。不久後秦君主姚泓更率大軍進攻青泥，圖消滅傅弘之軍。初傅弘之認為自己兵少，反對沈田子迎擊的計劃，但在沈田子堅持下與秦兵決戰，終大敗秦軍，終助覆滅後秦。
後秦亡後劉裕以劉義真為雍州刺史、領護西戎校尉，留守關中，傅弘之則任其治中從事史，又任西戎司馬、寧朔將軍。次年（418年）劉裕班師東歸後，夏國派兵進攻長安，王鎮惡與沈田子出城抵抗，但因二人不和，沈田子藉口要王鎮惡到傅弘之營中議事，竟將王鎮惡殺死。傅弘之於是奔報劉義真，終王脩收殺沈田子了結亂事。及後傅弘之領五千兵在池陽大破夏軍，後又在寡婦渡再破夏軍。可是夏國的侵擾不斷，劉義真殺王脩亦令人心擾動，劉裕終命劉義真東歸。劉義真離開時，兵士都帶著在長安略奪得來的物品和人口，而夏國赫連璝卻領兵追擊，傅弘之於是請劉義真拋棄輜重，放棄乘車，改以輕裝前行，以免被追兵追上，但為劉義真拒絕。不久軍就追到，傅弘之與蒯恩斷後，力戰數日下終在青泥大敗，二人雙雙被擒。
當時夏王赫連勃勃想讓傅弘之歸降不果，於是乘天寒脫光其衣服，試圖令其屈服。但傅弘之仍不肯投降，更大叫大罵，終被殺，享年四十二歲。

## 性格特徵
- 傅弘之擅長騎馬，北伐期間，在劉裕於前鋒接受後秦投降後來到長安時，於馳道上騎馬，或疾或徐，前後往返二十里距離內，盡展馬上英姿，在旁有數千個胡人觀看，都驚歎不已。  参考：《宋书·卷四十八·列传第八》：弘之素善骑乘，高祖至长安，弘之于姚泓驰道内，缓服戏马，或驰或骤，往反二十里中，甚有姿制。羌胡聚观者数千人，并惊惋叹息。初上马，以马鞭柄策，挽致两股内，及下马，柄孔犹存。

## 延伸阅读
[在维基数据编辑]
 《宋書·卷48》，出自沈约《宋书》
 《南史·卷16》，出自李延壽《南史》